# Nosztalgiatelefon

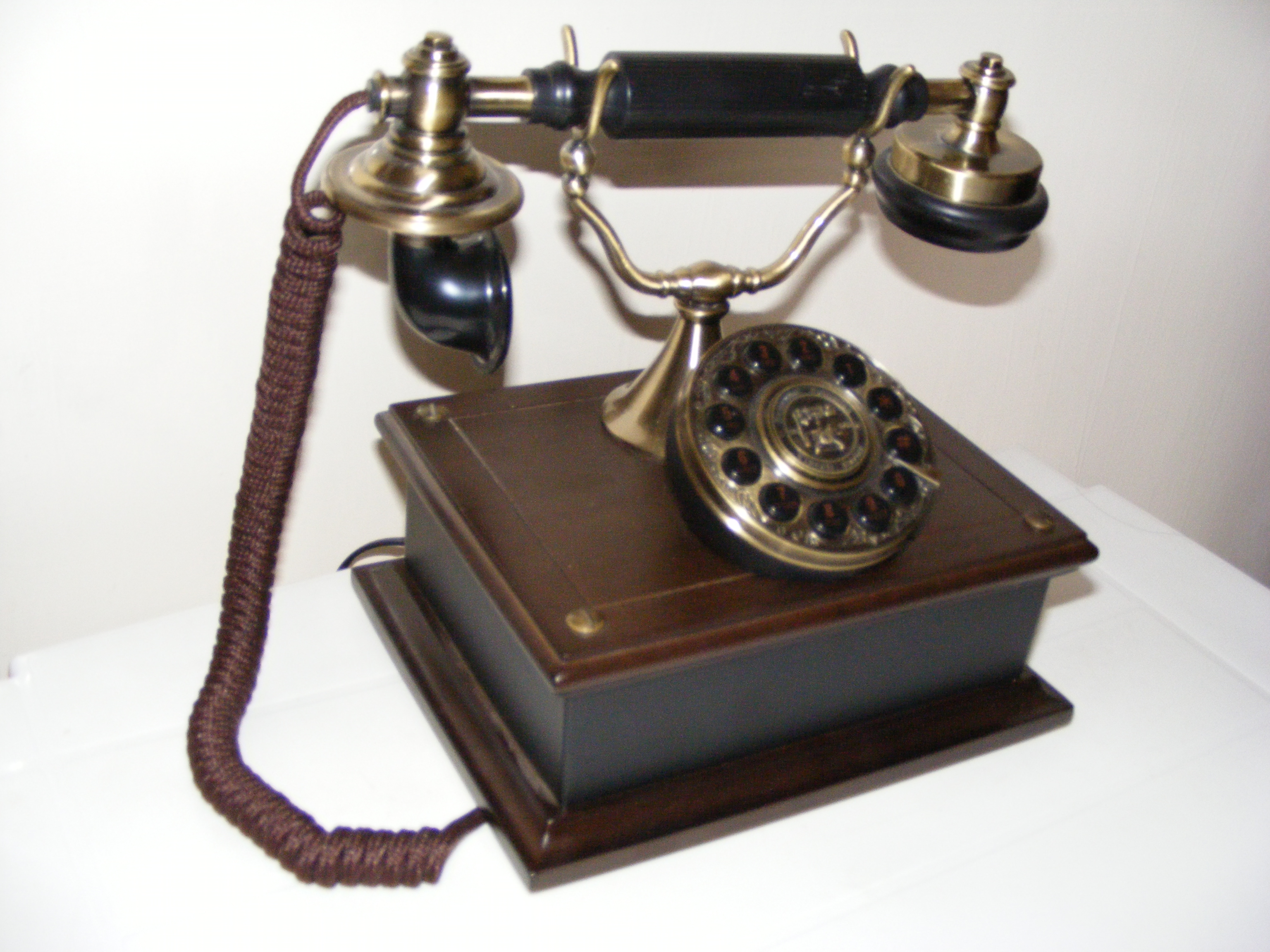
Áltárcsás nosztalgia telefon

A nosztalgiatelefon az olyan modern, de míves kivitelű távbeszélő készülék, amely külsőleg a régi idők telefonjára emlékeztet, mégis a mai kor igényeinek is megfelel.
A készülékház készülhet fából, fémből vagy olyan műanyagból, ami jól utánozza a fát, arany- vagy ezüstbevonatot vagy akár a márványt.
Vannak olyan készülékek, ahol csak induktorkar van külsőleg. Ha megtekerik, előbukkan a nyomógombos egység. Gyakran áltárcsát használnak. Ezzel nem lehet tárcsázni, de a tárcsa számainak a helyén nyomógombok vannak. Nem hiányzik a csillag és kettőskereszt nyomógomb sem.
A nosztalgia telefonok a barokkos szobaberendezéshez valók.

## Fordítás
- Ez a szócikk részben vagy egészben a Nostalgia telefono című eszperantó Wikipédia-szócikk fordításán alapul.  Az eredeti cikk szerkesztőit annak laptörténete sorolja fel. Ez a jelzés csupán a megfogalmazás eredetét és a szerzői jogokat jelzi, nem szolgál a cikkben szereplő információk forrásmegjelöléseként.

## Külső hivatkozások
- Nosztalgia.lap.hu - linkgyűjtemény